# 津沢町
津沢町（つざわまち）は、かつて富山県西礪波郡にあった町。
この項目では、現在の津沢地区についても解説する。

## 沿革
- 1660年（万治3年） - 阿曽三右衛門により津沢の町立てがなされる。
- 1947年（昭和22年）10月31日 - 昭和天皇の戦後巡幸。町内で行われた畜牛品評会を視察。町長が県内における畜牛の状況を奏上[4]。
- 1972年（昭和47年）9月16日 : 加越線の廃線により津沢駅が廃駅。
- 2003年（平成15年） - 小矢部市役所砺中支所および砺中図書館が閉所、新たに「津沢コミュニティプラザ」を開設する。

### 行政区域の変更
- 1889年（明治22年）4月1日 - 町村制の施行により、礪波郡津沢町村、清沢新村、清水村、新西島村、西島村、蓑輪村、戸久新村の区域の一部、浅地村の区域の一部、本江村の区域の一部及び野尻村岩武野の区域の一部の区域をもって、礪波郡津沢町が発足する。
- 1896年（明治29年）3月29日 - 郡制の施行のため、礪波郡が分割して、西礪波郡が発足により、西礪波郡に所属となる。
- 1954年（昭和29年）7月20日 - 西礪波郡津沢町、藪波村及び水島村が合併して、西礪波郡砺中町が発足する。

## 祭礼・行事
- 津沢夜高あんどん祭